# Giovanni Macchia
Giovanni Macchia (né à Trani le 14 novembre 1912 et mort à Rome le 30 septembre 2001) est un écrivain et critique littéraire italien qui enseigna longtemps la littérature française en Italie et passe pour l'un des plus grands connaisseurs d'Europe en ce domaine. Lauréat du prix Bagutta en 1980 et du Grand Prix de la Francophonie en 2000, il a consacré de nombreux essais à la culture française, en particulier à des auteurs tels que Molière, Baudelaire et Proust.

## Biographie

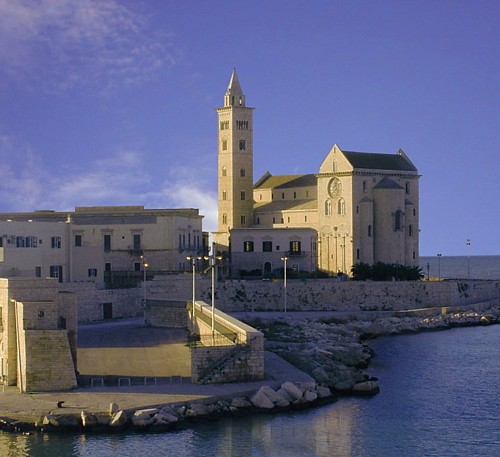
Trani.

Né en 1912 à Trani, dans la province de Barletta-Andria-Trani, dans les Pouilles, Giovanni Macchia suivit ses parents à Rome en 1923. Au terme de ses études supérieures à l'université La Sapienza de Rome (la faculté de lettres se trouvant alors au palais Carpegna), il soutint sa thèse de doctorat sur Baudelaire, auteur auquel il consacra différents essais par la suite, parmi lesquels Baudelaire critico (1939), qui marqua ses débuts d'essayiste de renom. Titulaire en 1938 de la chaire de langue et de littérature françaises à l'université de Pise, il devint en 1949 professeur à l'université La Sapienza de Rome, où il continua de faire connaître les auteurs français, mais aussi l'histoire du théâtre et les grands moralistes de la période classique. Il a notamment eu pour élèves Alberto Beretta Anguissola, Daria Galateria.

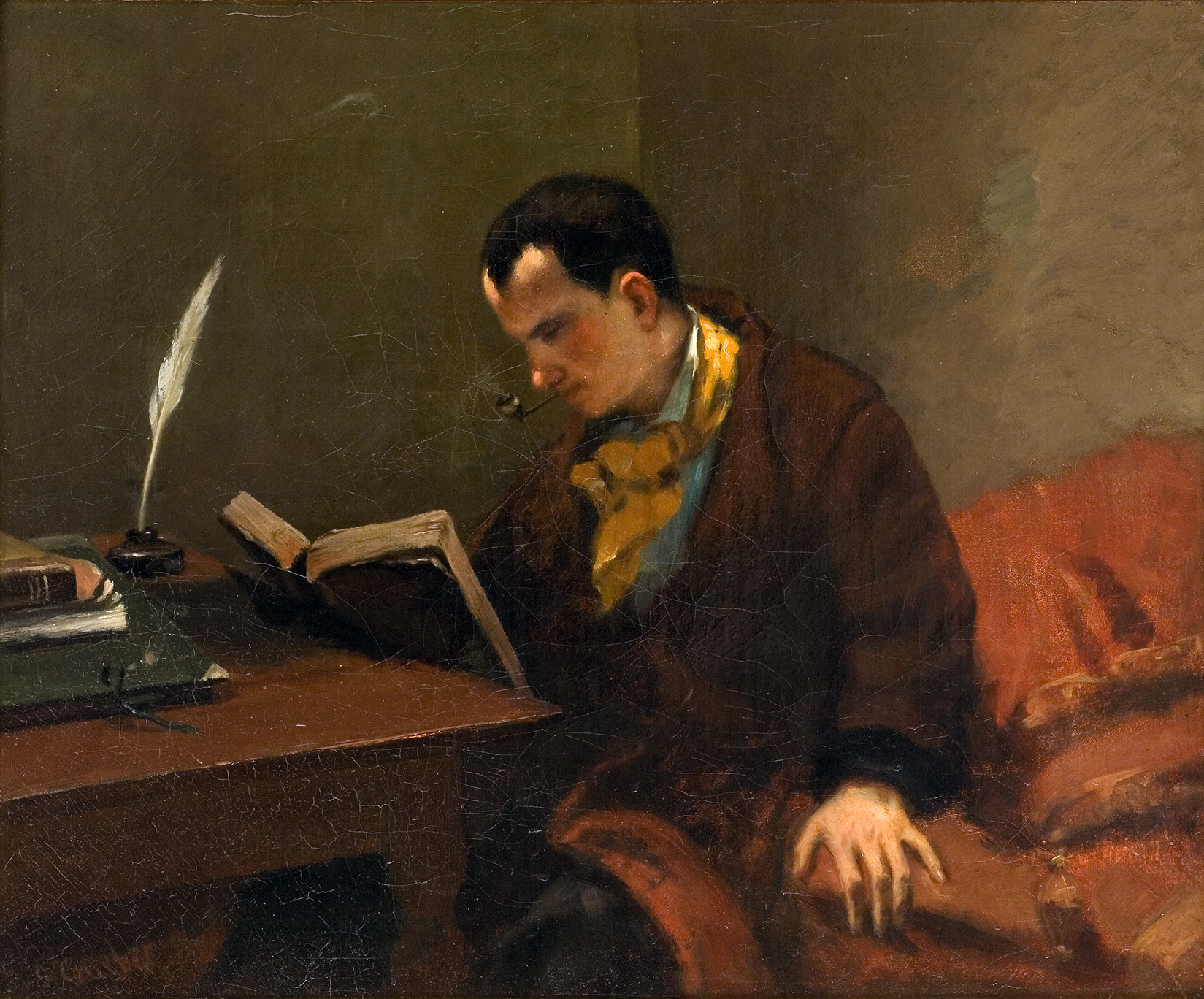
Baudelaire par Courbet

Parmi ses essais, on retiendra notamment Elogio della luce, L'Angelo della notte (œuvre consacrée à Proust qui lui valut le prix Bagutta en 1980), Vita, avventure e morte di Don Giovanni, Il principe di Palagonia (texte d'inspiration à la fois historique et poétique sur le commanditaire des statues de la Villa Palagonia, dite « Villa des Monstres »), Le rovine di Parigi (sur les écrivains de l'époque révolutionnaire), ou encore des œuvres plus autobiographiques telles que Scrittori al tramonto ou Gli anni dell'attesa. La plupart de ses livres, parus chez Adelphi et Einaudi, ont été régulièrement republiés par ces éditeurs. Depuis 1997, certains d'entre eux sont regroupés dans un recueil de la collection « I Meridiani » chez Mondadori.
Mêlant la confidence, l'émotion personnelle, les souvenirs de voyages et les lectures, Giovanni Macchia est de ces écrivains en demi-teinte qui se méfient de la lumière crue et des genres trop tranchés. Il « déteste la cruelle précision qui fixe les gestes et les profils », écrit en 1986 Pietro Citati à son propos, pendant que Dominique Fernandez voit en lui l'un des représentants de la « race [des] grands érudits italiens » aux côtés de Mario Praz et de quelques autres. Mario Praz, Emilio Cecchi, Sergio Solmi, Giacomo Debenedetti : tels sont les « maîtres » auxquels Giovanni Macchia rend hommage dans Gli anni dell'attesa, c'est-à-dire les essayistes pour qui l'histoire, la littérature et les beaux-arts s'éclairent mutuellement.
« Dans une œuvre magistrale d’historien et de critique, il a su concilier la rigueur du savoir, un subtil talent psychologique, et un art d’écrivain grâce auquel l’ardeur de la recherche et de la découverte s’est transformée pour un large public en plaisir de la lecture. Francisant, italianisant, comparatiste, historien du théâtre et des arts, il a apporté, par ses livres, la preuve que l’intelligence, la culture, la sympathie attentive ont le pouvoir d’élucider les joies et les inquiétudes de l’âme humaine » ; avec cette motivation le Comité général des Prix Balzan lui a attribué en 1992 le Prix pour l'histoire et la critique des littératures.
Lorsque l'Académie française décerna en 2000 le Grand Prix de la Francophonie à Giovanni Macchia, Marc Fumaroli le compara à Stendhal pour la finesse de ses analyses, aptes à saisir la quintessence d'une culture étrangère, en l'occurrence la culture française.

## Œuvres

### Ouvrages traduits en français
- Le Prince de Palagonia, Quai Voltaire, 1987
- L'Ange de la Nuit (Sur Proust), Gallimard, 1993
- Le Silence de Molière, Desjonquères (pièce interprétée notamment au théâtre de Chaillot en 2006)
- "Paris en ruine", Flammarion, coll.Critiques, 1988 (Préf. d'Italo Calvino)
- "Le théâtre de la dissimulation", Gallimard, 1993
- "Vie, aventure et mort de Don Juan., Desjonquères, 1990

### Choix d'ouvrages en langue italienne
- Baudelaire, Rizzoli, 1986
- Baudelaire critico, Rizzoli, 1988
- Baudelaire e la poetica della malinconia, 1946 ; Rizzoli, 1992
- Il paradiso della ragione : L'ordine e l'avventura nella tradizione letteraria francese, 1960 ; Einaudi, 1972
- Vita, avventure e morte di Don Giovanni, 1966 ; Einaudi, 1978 ; Adelphi, 1991
- I fantasmi dell'Opera : Idea e forme del mito romantico, 1971 ; Bollati Boringhieri, 2001
- La letteratura francese del Medioevo, Einaudi, 1974
- La letteratura francese dal tramonto del Medioevo al Rinascimento, Rizzoli, 1998
- La letteratura francese dal Rinascimento al classicismo, Rizzoli, 1992
- Il naufragio della speranza : La letteratura francese dall'illuminismo all'età romantica
- Il silenzio di Molière, 1975 ; Mondadori, 1992
- Il principe di Palagonia, Mondadori, 1979
- L'angelo della notte (Proust), Rizzoli, prix Bagutta 1980 ; Rizzoli, 1998
- Proust e dintorni, Mondadori
- Tutti gli scritti su Proust, Einaudi, 1997
- Pirandello o la stanza della tortura, 1981 ; Mondadori, 2000
- Le rovine di Parigi, 1985 ; Mondadori, 2000
- Il mito di Parigi : Saggi e motivi francesi, Einaudi, 1995
- Gli anni dell'attesa, Adelphi, 1987
- Moralisti classici, da Macchiavelli a La Bruyère, Adelphi, 1988
- Tra Don Giovanni e Don Rodrigo, Adelphi, 1989
- Manzoni e la via del romanzo, Adelphi, 1994
- Elogio della luce, Adelphi, 1990
- Teatro delle passioni, Adelphi, prix Balzan 1992
- La caduta della luna, Mondadori, 1995
- Miti, personaggi, fantasmi, Mondadori, 1997
- Scrittori al tramonto, Adelphi, 1999
- Saggi italiani, Mondadori
- La stanza delle passioni : Dialoghi sulla letteratura francese e italiana (avec Doriano Fasoli), Marsilio, 1997